# Future Trance
A Future Trance egy válogatásalbum sorozat, amely kb. minden harmadik hónapban jelenik meg Németországban a Polystar Records lemezkiadó jóvoltából. Többnyire német zeneszerzők (pl.: Axel Konrad, Megara vs. DJ Lee, Pulsedriver, Rocco vs. Bass-T, Special D.) legjobb zenéit gyűjti össze a kiadás előtti időszakból, illetve a még meg nem jelent kis- és középlemezekről.
Zenei stílusát tekintve hands up, electrohouse és dance. Future Trance 61 óta a Future Trance három CD-t tartalmaz több mint 60 zeneszámmal.
Létezik azonban egy Future Trance United nevű zenei formáció is (röviden FTU), amely a fent említett zeneszerzőkből áll. A FTU lemezei is a Polystar Records gondozásában jelennek meg, illetve a válogatásalbumon is kapnak helyet, így szoros kapcsolat van a kettő között.

## Lemezek
A legelső lemez 1997. március 3-án jelent meg. Mindig "Future Trance Vol. xx" címen adják ki ezeket, ahol xx a lemez sorszámát jelöli. 2020. november 6-án már a sorozat 94. lemeze jelent meg.
Különkiadásai is megjelentek:
- Future Trance – Best Of (2007. Április 13.)
- Future Trance – In The Mix (2009. Január 16.)
- Future Trance – Best Of Vol.2 (2009. Október 16.)
- Future Trance – In The Mix Vol.2 (2010. Április 9.)
- Future Trance – Megamix (2011. Július 15.)
- Future Trance – Best Of 15 Years (2012. Július 20.)
- Future Trance – Rave Classics (2014. Július 11.)
- Future Trance – Festival Classics (2015. Július 10.)
- Future Trance – Return Of The 90s (2016. Március 18.)
- Future Trance – Hands Up Classics (2016. Július 15.)
- Future Trance – Best Of 20 Years (2017. Március 31.)
- Future Trance – Rave Classics 2 (2017. Július 21.)
- Future Trance – The Real Classics (2018. Július 20.)
- Future Trance – Return To The Millennium (Die 2000er) (2018. November 30.)
- Future Trance Gold – The Very Best Of (2019. Július 19.)

## Future Trance zeneszerzők
A Future Trance-nek 2009 augusztusában 129 zenésze van:
| 2 Vibez 2-4 Grooves 4 Clubbers 4 Elements 89ers Above & Beyond Accuface Akira Alex C feat Yass Alex Gaudino Alex M Alex M vs Marc Van Damme Alex Megane Alvaro Andrew Spencer Apollo ATB Axwell Aycan Backside Artists Bangbros Baracuda Base Attack Bass-T Basshunter Basslovers United Beat Bangerz Blank & Jones Bob Sinclar Boogie Pimps Brainheadz Brisby & Jingles Brooklyn Bounce Candy Boyz Cascada Central Seven Ceoma feat The Larx Clubraiders Commercial Club Crew Crazy Frog D-Tune Dan Winter Danceforce | Deepforces Dickheadz Discotronic DJ Bomba DJ Bonito aka Criss Sol DJ Dean DJ Digress DJ E-Maxx DJ Lee DJ Manian DJ MNS vs E-Maxx DJ Shog DJ THT Egohead Deluxe Empyre One Eric Prydz Fedde Le Grand Flashrider Frank Raven Franky B Future Trance United Global Deejays Gorgeous X Groove Coverage Hands Up Squad Hi_Tack Italian Rockaz Jan Wayne Jens O. John Foster aka Nightbass DJ Team Kate Ryan Klubbhoppers Klubbingman Klubbstylerz Kyau & Albert Lazard Lexy & K-Paul Lunatic D.J.T.M Mainfield Manox Marco van Bassken Megara vs. DJ Lee Michael Mind Mike Nero Mikesh Mylo | OverDrive Division Paul van Dyk Picco Pitchers Pulsedriver Punkrockerz Raindropz! Rank 1 Rave Allstars Raveboy Ray Knox Re-Flex Rob Mayth Rocco Roland Kenzo Ronski Speed Sample Rippers Scooter Shaun Baker Sidney Solar Patrol Special D. Starsplash Steve Robelle Steve Twain Stoneface & Terminal Sunbeam Sven-R-G vs Bass-T / Rocco & Bass-T Sylver The Disco Boys The Hitmen The Real Booty Babes Thomas Petersen vs Gainworx Ti-Mo Tiesto Topmodelz Tube Tonic & Shandar Ultra Flirt Verano Vibekidz Voodoo & Serano Warp Brothers Westbam Withard Ziggy X |